# Ion Luca Caragiale
Ion Luca Caragiale (Haimanale, Dambovita, 30 de enero de 1852-Berlín, 9 de junio de 1912) fue un dramaturgo, periodista y escritor de cuentos cortos rumano. Es considerado uno de los mejores dramaturgos rumanos y fue póstumamente elegido miembro de la Academia Rumana.

## Vida

### Primeros años
Ion Luca Caragiale nació el 30 de enero de 1852, en el pueblo Haimanale de la provincia rumana Prahova (hoy se llama I.L.Caragiale y está en la provincia Dâmboviţa), el primer hijo de Luca y Ecaterina Caragiale. Su padre (1812-1870), hermano de Costache e Iorgu Caragiale, nació en Constantinopla. Atraído por el teatro, Luca se casó en con la actriz y cantatriz Caloropulos, separándose después de ella y casándose con Ecaterina, hija de un comerciante griego que vivía en Braşov. Años más tarde sería padre de Mateiu Ion Caragiale, nacido de una relación extramatrimonial, y en un nuevo matrimonio, de dos niñas que murieron a los pocos años de nacer y de Luca Ion Caragiale. Tanto Mateiu como Luca llegaron a ser escritores reconocidos en Rumania.
El futuro escritor estudió en el instituto „Sfinţii Petru şi Pavel” de Ploieşti, ciudad que llama en su novela corta Grand Hôtel "Victoria Română" "mi ciudad natal". El único profesor simpatizado por Caragiale fue el transilvano Bazil Drăgoşescu, que aparece como personaje en uno de sus cuentos cortos, el profesor de "După 50 de ani" ("Después de 50 años") que recibe a Alexandru Ioan Cuza (el dueño de la unión entre Moldavia y Valaquia) en su clase.
El adolescente Caragiale empezó por escribir poesías, pero pronto se vio atraído por las actuaciones de su tío Iorgu, que era actor en el teatro. En 1868 su padre consintió a dejarle asistir al Conservador de Arte Dramático en lo cual su hermano Costache enseñaba declamación y mímica. En 1870, cuando murió su padre, tuvo que abandonar su proyecto de llegar a ser actor y se convirtió en la cabeza de la familia, que se trasladó a Bucarest.
Caragiale conoció a Eminescu cuando éste era un joven poeta, apuntador y copista en el teatro de Iorgu. En 1871, Caragiale llegó él mismo a ser apuntador y copista, en el Teatro Nacional de Bucarest, siendo propuesto por Mihail Pascaly. Publicó versos y prosa (como "Şarla şi ciobanii", fábula antidinástica) en la revista "Ghimpele" ("El aguijón"), firmando con sus iniciales. En este período empezó a perfilarse el futuro autor satírico.

### Periodista y poeta
El comienzo de la actividad de Caragiale como periodista es en el año 1873, en el periódico "Telegraful" de Bucarest, donde tenía una rúbrica de anécdotas. Su vitalidad y su talento literario quedaron patentes en la revista "Ghimpele", donde firmó algunas de sus crónicas "Car şi Policar". Por primera vez firma con su nombre entero en "Revista contimporană" donde publica la poesía "Versuri" ("Versos") en el 1 de octubre de 1874. En el mes de diciembre Caragiale aparece como uno de los redactores de "Revista contimporană". Fue girante del bisemanario "Alegătorul liber" en 1875 y 1876. En mayo y junio de 1877, Caragiale redactó seis números del periódico satírico "Claponul" ("El gallo castrado").
En agosto de 1877, cuando empezó la Guerra de Independencia de Rumanía frente al Imperio Turco (Guerra Ruso-Turca, 1877–1878), Caragiale se encargó del periódico "Naţiunea română", creado gracias a la propuesta del periodista francés Frédéric Damé. El periódico fue prohibido tras seis semanas. Contando con su experiencia en el periodismo, Caragiale empezó a colaborar en diciembre de 1877 con "România liberă", donde publicó artículos sobre la situación del teatro en Rumanía. Entre 1878 y 1881 trabajó en "Timpul" (periódico del Partido Conservador de Rumanía), junto con Eminescu y Slavici. 
En el 1 de febrero de 1880 la revista "Convorbiri literare" publicó su comedia en un solo acto "Conu Leonida faţă cu reacţiunea" ("Don Leonida frente a la reacción"). Desde 1878 empezó a leer sus obras en el círculo literario "Junimea". En 1879 publicó en su comedia "O noapte furtunoasă" ("Una noche tormentosa"), una de sus obras más importantes.
Después de tres años de colaboración, Caragiale se retiró del periódico "Timpul". Fue nombrado, por real decreto, revisor escolar para las provincias Suceava y Neamţ. En junio de 1885 empezó su colaboración, con artículos literarios y políticos, en la publicación "Voinţa naţională", del historiador rumano Alexandru D. Xenopol. A la muerte de Eminescu (1889) publicó el artículo "În Nirvana" ("En Nirvana"). 
Caragiale siguió publicando artículos literarios, humorísticos e incluso políticos, colaborando por ejemplo con la revista "Vatra", junto con Ioan Slavici y George Coşbuc. El periódico "Die Zeit" de Viena publicó en 1907 la primera parte de un escrito político firmado por Caragiale "Un patriota". Caragiale creía, igual que Eminescu, en el papel social del periodista, pero escribiendo en un tono más irónico y no siempre expresándose claramente. De todas maneras, la actividad periodística de Caragiale sirvió de modelo a los periodistas rumanos que le siguieron.

### I.L. Caragiale y "Junimea"
Desde su debut en la dramaturgía (1879) y hasta 1892, Caragiale contó con el apoyo del círculo literario "Junimea", presidido por Titu Maiorescu. Hasta 1885, sin embargo, "Junimea" tuvo muchos adversarios y algunos de los ataques dirigidos a Caragiale en ese período fueron causados por su pertenencia a ese círculo literario, así como por ser redactor del periódico conservador "Timpul". Su primera obra dramática representada, "Una noche tormentosa", apreciada en "Junimea" y publicada en "Convorbiri literare" (1879), fue contestada por estas razones. Se retiró en 1881 como redactor del "Timpul", pero siguió frecuentando el círculo "Junimea" y en un encuentro del mes de marzo de 1884 expresó su preferencia para la lírica de Eminescu frente a la lírica de Alecsandri, aunque Alecsandri estaba presente y Eminescu no.
En el 6 de octubre de 1884, con la ocasión del aniversario de "Junimea", se representó en Iaşi la comedia "O scrisoare pierdută" ("Una carta perdida") y en el 13 de noviembre la reina de Rumanía asistió a la representación de la comedia. En 1888 Titu Maiorescu nombró a Caragiale director del Teatro Nacional de Bucarest y escribió el prólogo del libro "Teatro" de Caragiale (1889), intitulado "Las comedias del señor Caragiale".
El 9 de mayo de 1892, sin embargo, Caragiale presentó en el Ateneo rumano una conferencia bajo el título "Gansos y gansos literarios", en la cual atacó a "Junimea". Este ataque, junto con el artículo "Două note" ("Dos notas"), significó la separación de Titu Maiorescu y de la revista "Convorbiri literare". Sólo en 1908 habrá un intento de reconciliación entre Caragiale y Maiorescu.
Escribiendo sobre "Las comedias del señor Caragiale" (1885) y refiriéndose a la tipología de los personajes (" ¿ Existen estos tipos en nuestro mundo ? Si existen, sólo deberíamos pedir al autor dramático que nos los presente de una manera artística"), Titu Maiorescu defendió a Caragiale frente a las acusaciones de inmoralidad : "La obra del señor Caragiale es original, sus comedias presentan algunos tipos sociales de nuestra época y los desarrolla con sus signos distintivos, sus costumbres, sus expresiones y sus posibles actuaciones en las situaciones elegidas por el autor". Maiorescu pensaba que era necesario eludir el fondo de realidad del arte, transformándola en "ficción artística", que nos lleva "al mundo de la ficción ideal".

### Traducciones y Representaciones de Caragiale en el mundo
Una noche tormentosa. Al castellano/argentino, por Mario Rolla (Argentina)
02.10.1956 estrenada en Colonia. Uruguay. Teatro Escuela Fray Mocho (Argentina)
18.10.1956 estrenada en Buenos Aires. Argentina. por el mismo elenco, en su teatro.
Una noche tormentosa. Traducción castellana Vasilica Cotofleac. Ateneo de Caracas, temporada 1997. Grupo Compás, dirección Romeo Costea.
En Venezuela: La Calumnia (Napasta). Traducción castellana Vasilica Cotofleac. Ateneo de Trujillo, temporada 1992. Coproducción Compañía Regional de Teatro del Estado Trujillo y el Grupo Compás (Caracas), dirección Romeo Costea.